# 曹克人
曹克人（1911年—1941年10月4日）,湖南省桂阳县清河乡长乐村人。抗日将领，黄埔军校第14期毕业，国民革命军第99军99师295团1营少校营长。
抗日战争第二次长沙会战后期，在保卫湘阴县城的战斗中牺牲。率领所部400余官兵抵抗日军千余人6日之久，战至弹尽粮绝，最后与部下17人被俘虏。被俘之后，曹克人被日军割下舌头，嘴唇，削掉鼻子，挖去双眼，之后斩断两手，挖开胸膛，躯体被钉在墙上。
湘阴县民众为纪念之而修建白骨塔，并挽联曰：率孤军以守孤城，湘水竟无情，波涛不尽英雄泪；摧敌锋而寒敌胆，楚疆今再捷，千古长留节烈名。